# Сибулакюла
Си́булакюла  (эст. Sibulaküla — «Луковая деревня») — микрорайон в районе Кесклинн города Таллина, столицы Эстонии. По площади является самым маленьким микрорайоном города. 

## География

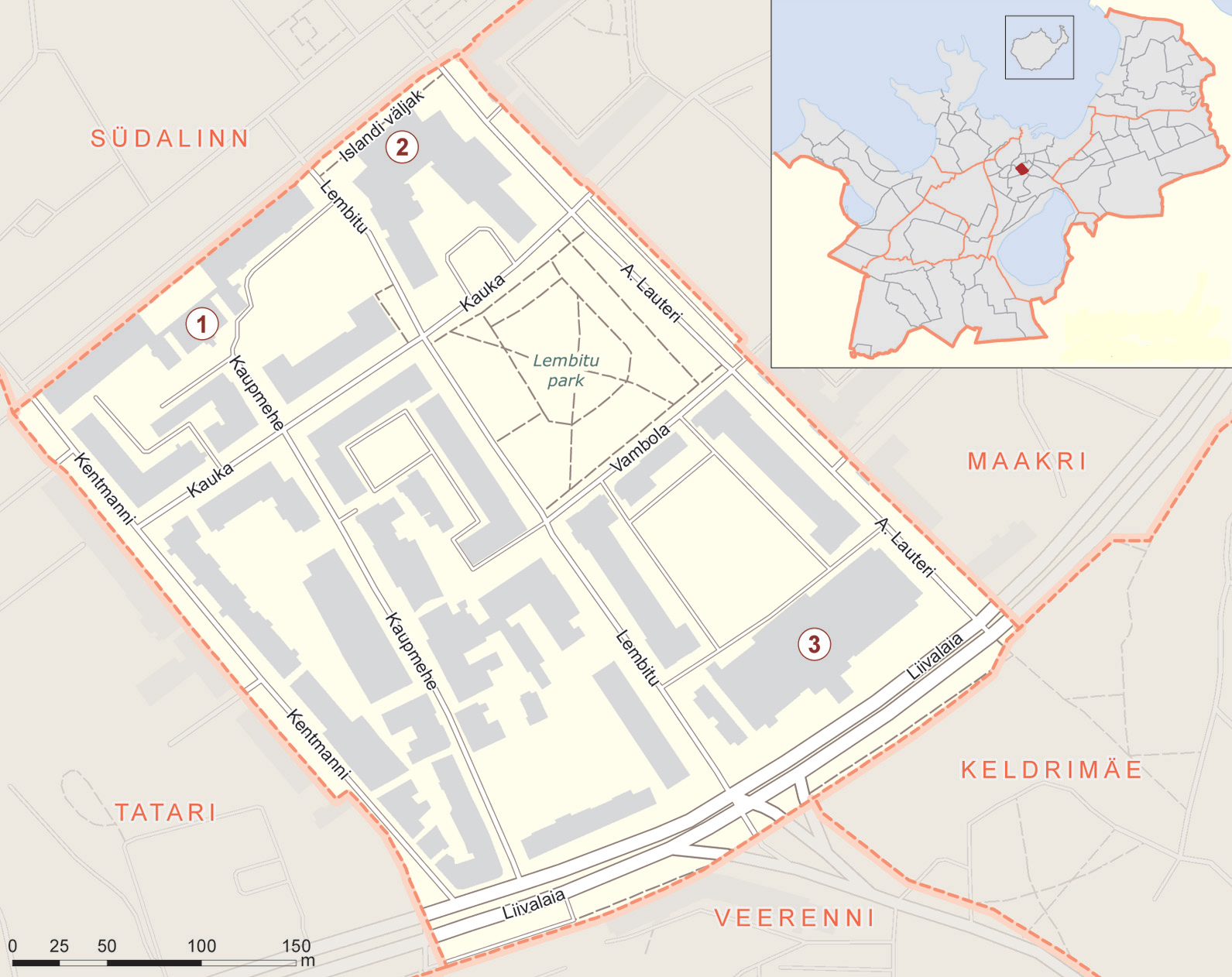
Карта микрорайона Сибулакюла

Расположен в центральной части Таллина. Граничит с микрорайонами Веэренни, Келдримяэ, Маакри, Сюдалинн и Татари. Площадь — 0,13 км². В микрорайоне находится парк Лембиту.

## Улицы
Границы Сибулакюла обозначены такими улицами как бульвар Рявала, улица Антса Лаутера, Лийвалайа и Кентманни. По территории микрорайона проходят улицы Вамбола, Каука, Каупмехе и Лембиту.

## Население
| Численность населения микрорайона Сибулакюла на 1 января по данным Регистра народонаселения | Численность населения микрорайона Сибулакюла на 1 января по данным Регистра народонаселения | Численность населения микрорайона Сибулакюла на 1 января по данным Регистра народонаселения | Численность населения микрорайона Сибулакюла на 1 января по данным Регистра народонаселения | Численность населения микрорайона Сибулакюла на 1 января по данным Регистра народонаселения | Численность населения микрорайона Сибулакюла на 1 января по данным Регистра народонаселения | Численность населения микрорайона Сибулакюла на 1 января по данным Регистра народонаселения | Численность населения микрорайона Сибулакюла на 1 января по данным Регистра народонаселения |
| 2008                                                                                        | 2010                                                                                        | 2011                                                                                        | 2012                                                                                        | 2013                                                                                        | 2014                                                                                        | 2015                                                                                        | 2016                                                                                        |
| ------------------------------------------------------------------------------------------- | ------------------------------------------------------------------------------------------- | ------------------------------------------------------------------------------------------- | ------------------------------------------------------------------------------------------- | ------------------------------------------------------------------------------------------- | ------------------------------------------------------------------------------------------- | ------------------------------------------------------------------------------------------- | ------------------------------------------------------------------------------------------- |
| 1875                                                                                        | ↗2033                                                                                       | ↘2031                                                                                       | ↘2021                                                                                       | ↗2045                                                                                       | ↗2120                                                                                       | ↗2174                                                                                       | ↗2215                                                                                       |
| 2017                                                                                        | 2018                                                                                        | 2019                                                                                        | 2020                                                                                        | 2021                                                                                        | 2022                                                                                        | 2023                                                                                        |                                                                                             |
| ↗2310                                                                                       | ↘2294                                                                                       | ↘2147                                                                                       | ↗2165                                                                                       | ↘2157                                                                                       | ↗2205                                                                                       | ↗2268                                                                                       |                                                                                             |

## История
Своё название микрорайон получил из-за располагавшегося когда-то в этой местности лукового поля, владел которым приход православной ревельской Казанской церкви.
Ранние постройки, некогда располагавшиеся на территории микрорайона, были практически полностью разрушены в 1944 году в результате мартовских бомбардировок города.
Сибулакюла официально стал микрорайоном в 1991 году.

## Основные объекты
На территории Сибулакюла расположены:
- Islandi väljak 1 — Министерство иностранных дел Эстонии. В 1997 году здание МИД было внесено в Государственный регистр памятников культуры Эстонии[10];
- Vambola tn 6 — посольство Австрии;
- Liivalaia tn 33 — гостиница «Олимпия», построенная к Олимпийским играм 1980 года;
- Kentmanni tn 13 — 4-звёздочный отель «Hestia Hotel Kentmanni»[11].

## Общественный транспорт
В микрорайоне курсируют городские автобусы маршрутов № 3, 16, 23, 54, 67. Автобусные маршруты, пролегающие через микрорайон, но не имеющие остановок: № 25, 39.

## Галерея

Микрорайон Сибулакюла
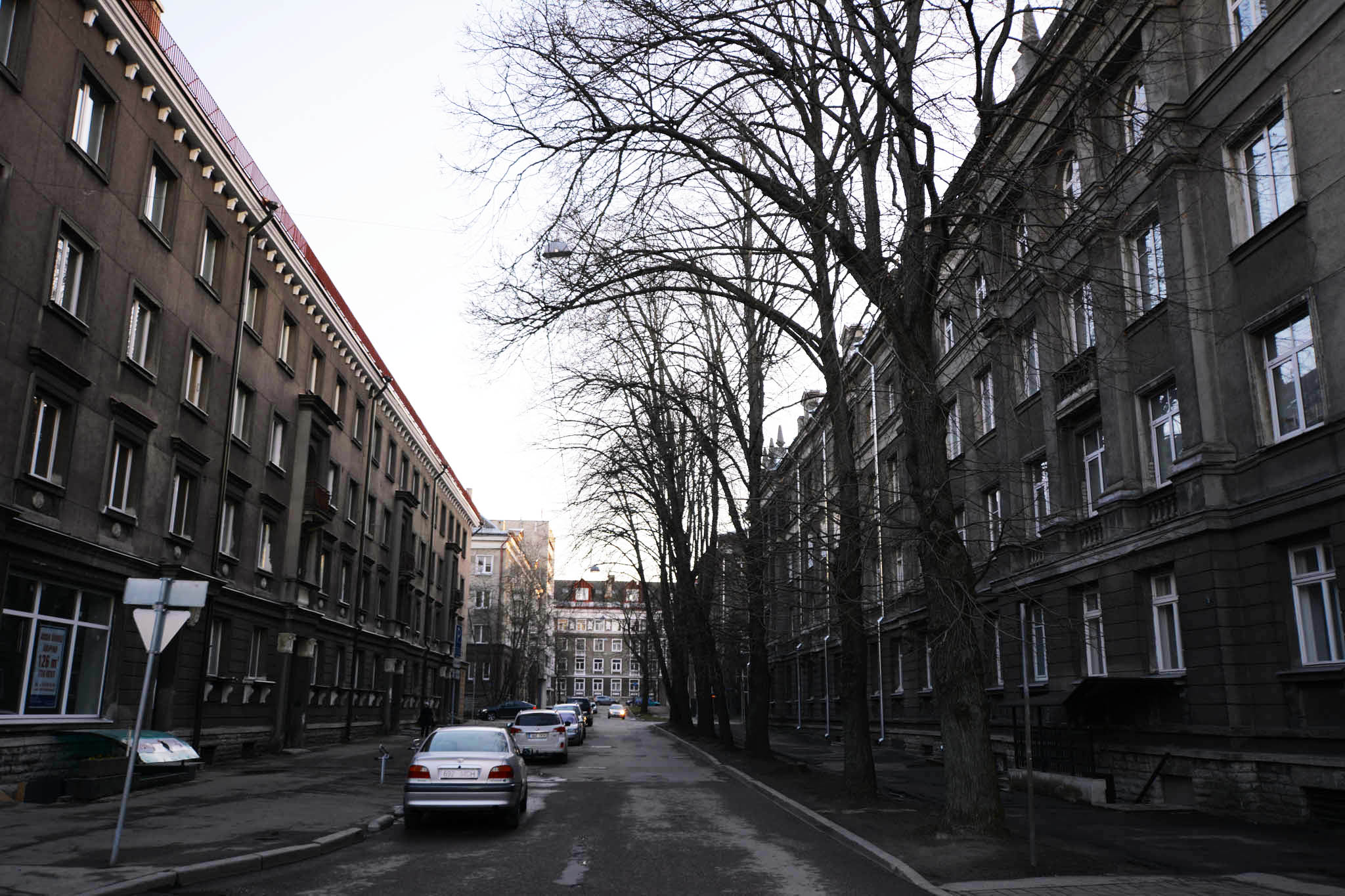
Улица Каука
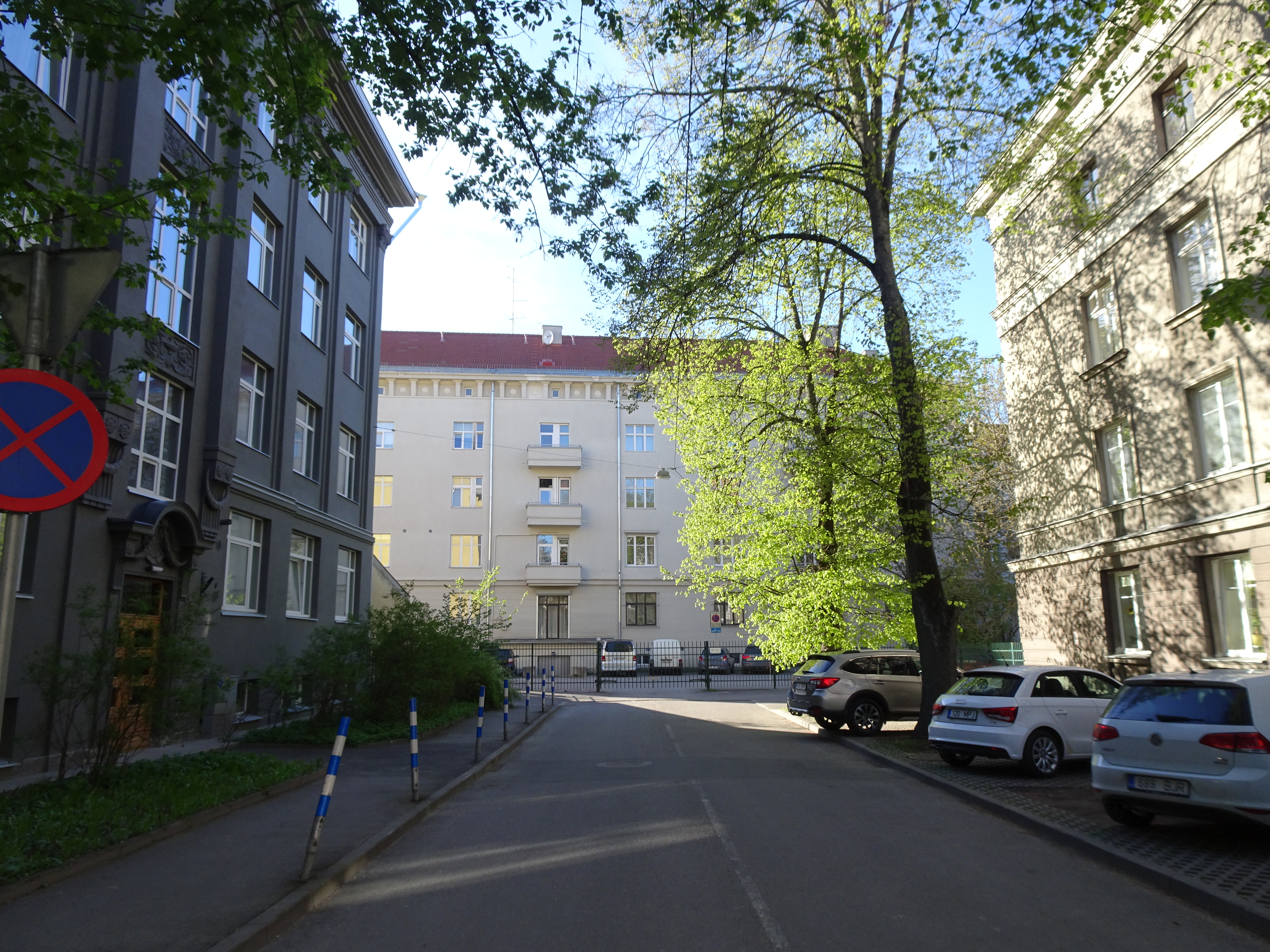
Улица Каупмехе
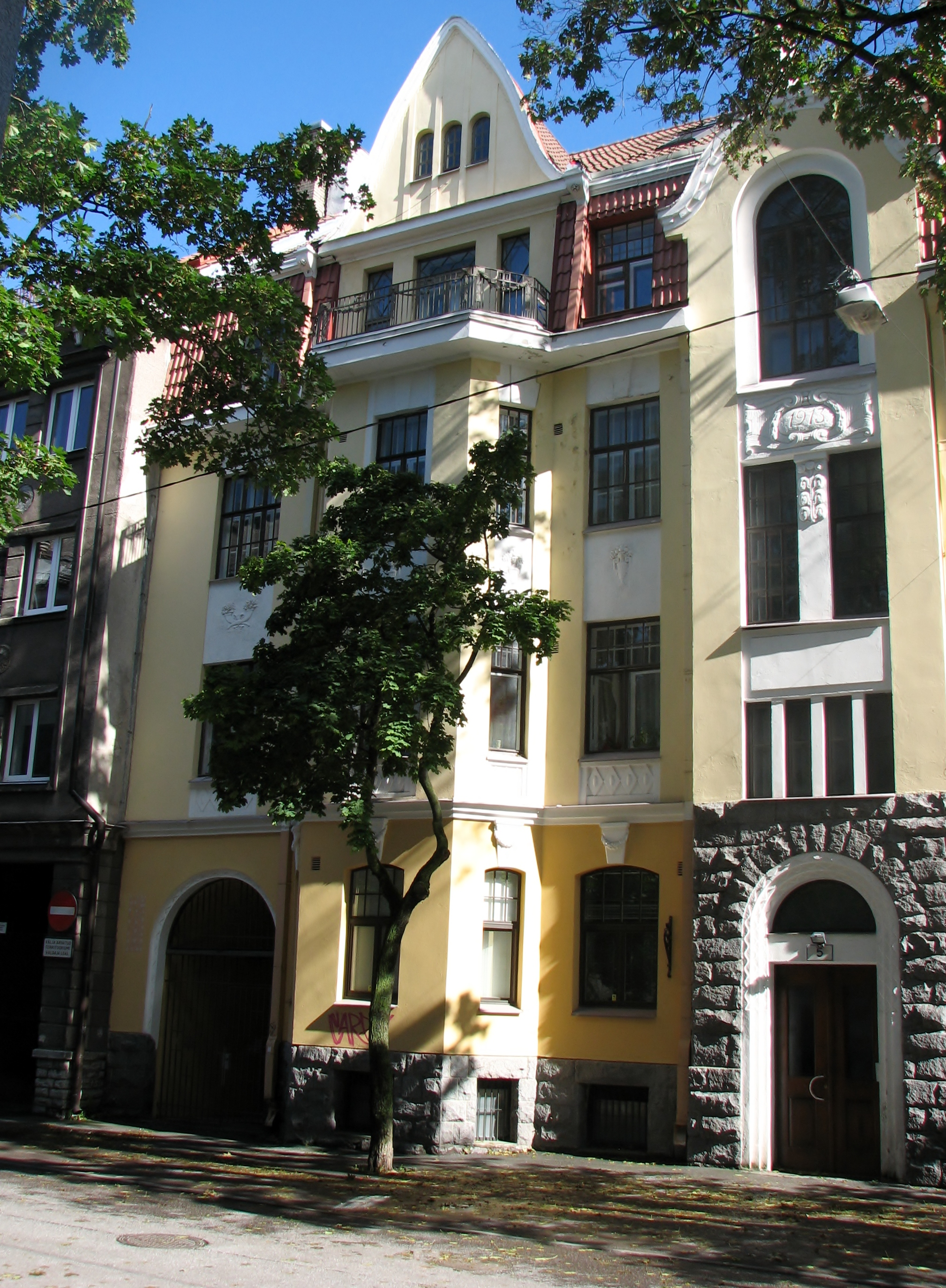
Улица Каупмехе 5
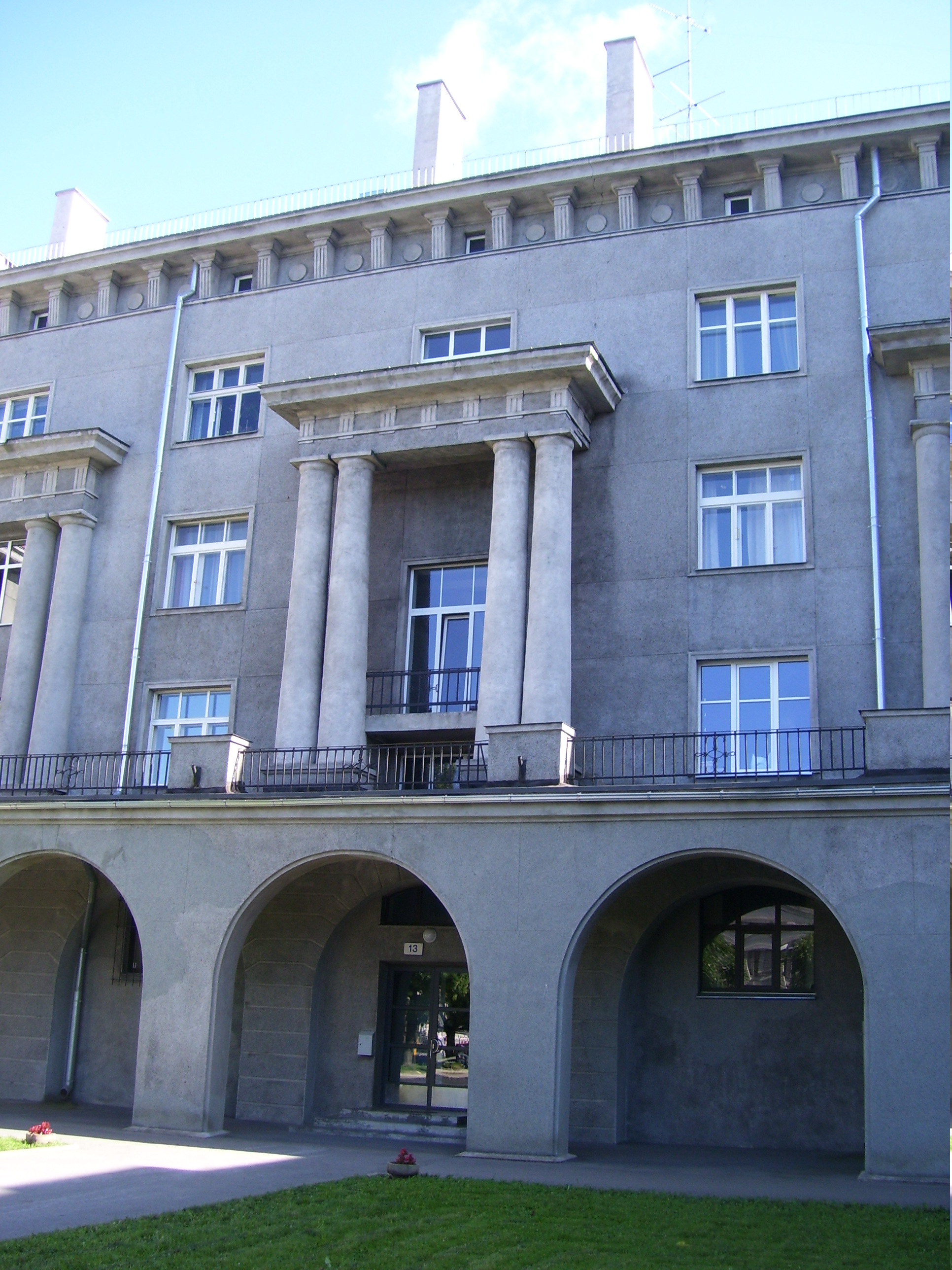
Бульвар Рявала 13
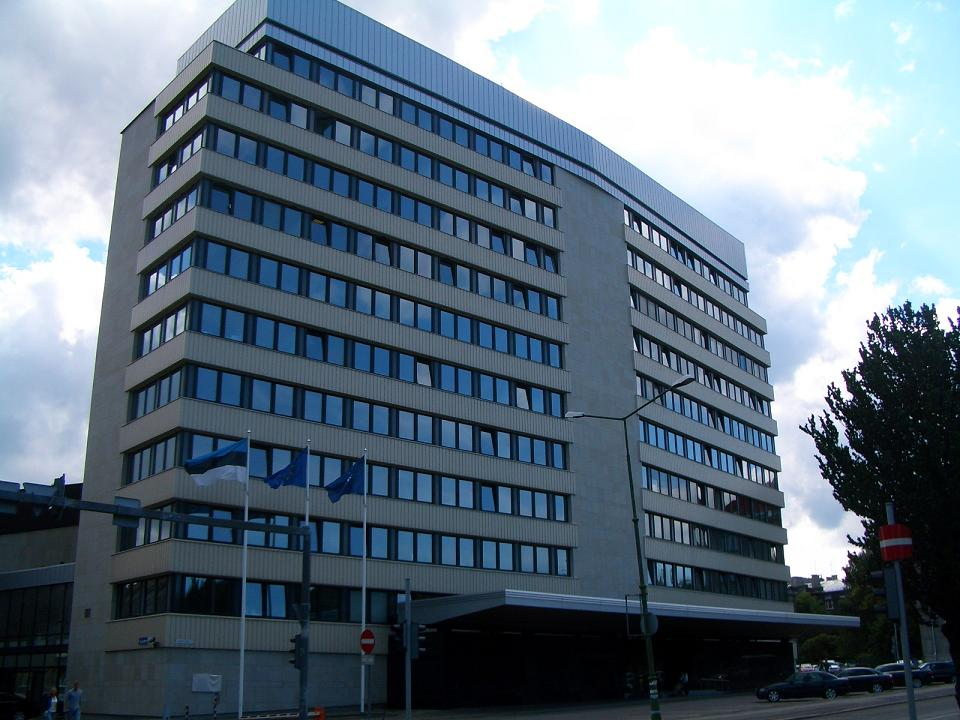
Здание МИД Эстонии в 2009 году